# Sinskea flammea
Sinskea flammea är en bladmossart som beskrevs av William Russell Buck 1994. Sinskea flammea ingår i släktet Sinskea och familjen Meteoriaceae. Inga underarter finns listade i Catalogue of Life.